# Johann Philipp de Beaupre
Johann Philipp de Beaupre (* 1657 in Brye; † 18. Juni 1716 in Potsdam) war ein kurbrandenburger Generalmajor und Kommandeur des Infanterie-Regiments Nr. 13.
Er war stand 1675 als Leutnant in französischen Diensten aber mit der Aufhebung des Edikts von Nantes wechselte er in kurbrandenburger Dienste. Dort wurde er 1692 Hauptmann in Bataillon Varenne, das hauptsächlich aus französischen Emigranten gebildet wurde. Während des Pfälzischen Erbfolgekriegs kämpfte er nun gegen die Franzosen. Am 25. Oktober 1695 wurde er Major und am 10. Juni 1702 Oberstleutnant. Als 1702 der Spanische Erbfolgekrieg ausbrach, kämpfte er in Italien gegen die Franzosen.
Bis zum Ende des Krieges 1713 wurde er am 6. Juli 1706 Oberst, am 29. Januar 1709 Kommandeur des Regiments und am 2. Februar 1712 Brigadier der Infanterie.  Am 20. Dezember 1715 wurde er zum Generalmajor befördert. Nach dem Krieg wurde die Truppe in Moers stationiert. Dort formierte er das Regiment Varenne und danach das Regiment Pannwitz neu.
Er starb aber bereits am 18. Juni 1716 in Potsdam.